# Hoče-Slivnica község
Hoče-Slivnica község (szlovén nyelven Občina Hoče-Slivnica) Szlovénia 212 alapfokú közigazgatási egységének, azaz községének egyike a Podravska statisztikai régióban. A község Maribortól délre fekszik 
a Dráva jobb partján. Adminisztratív központja Spodnje Hoče település. A község a történelmi szlovén Stájerország (Štajersko) régió része. 

## A községhez tartozó települések
A községhez Spodnje Hoče székhelyen kívül a következő települések tartoznak:
- Bohova
- Čreta
- Hočko Pohorje
- Hotinja Vas
- Orehova Vas
- Pivola
- Polana
- Radizel
- Rogoza
- Slivnica pri Mariboru
- Slivniško Pohorje
- Zgornje Hoče

## Népesség
| Lakosok száma | 10 734 | 10 794 | 10 900 | 11 048 | 11 225 | 11 186 | 11 235 | 11 280 | 11 848 | 11 721 |
|               | 2008   | 2009   | 2011   | 2012   | 2013   | 2015   | 2016   | 2017   | 2019   | 2020   |